# ADSR
La sigla ADSR viene utilizzata nella teoria musicale relativamente alla sintesi elettronica dei suoni, e deriva dalle quattro parole inglesi Attack (Attacco), Decay (Decadimento), Sustain (Sostegno o Sostenimento), Release (Rilascio).

## L'inviluppo
È costituito dalle quattro fasi che rappresentano il volume di riproduzione di un suono nel tempo. L'evoluzione di ciascuna fase è determinata da una funzione.

### Attack
È il tempo che impiega il volume per passare da zero al suo valore massimo. In un organo l'attacco è immediato in quanto la nota viene suonata al massimo volume non appena si preme un tasto. Invece altri suoni possono essere caratterizzati da un attacco più graduale, come ad esempio il suono sintetizzato di un ensemble orchestrale.

### Decay
Rappresenta il tempo che il suono impiega a passare dal volume massimo raggiunto durante la fase di attack al volume di sustain.

### Sustain
Volume che si mantiene dopo la fase di decay finché il tasto resta premuto.

### Release
In questa fase il volume diminuisce fino al valore 0. Impostando il rilascio si definisce la rapidità con cui avviene questa diminuzione. In un organo la fase del rilascio è istantanea: non appena si rilascia il tasto dell'organo, la nota cessa; invece nell'emulazione del suono di una chitarra questa fase è lenta; nell'emulazione del suono di un gong questa fase è molto lenta.